# Покрајина Трансвал
Покрајина Трансвал (енгл. Province of Transvaal, афр. Provinsie van Transvaal) или Трансвалска покрајина (енгл. Transvaal Province, афр. Transvaalprovinsie), је била једна од четири старе покрајине Јужноафричке Републике, у периоду од 1910 до 1994. године.
Након тога урађена је нова административна подела државе, на девет покрајина.
Име Трансвал се односи на географски положај покрајине, преко реке Вал.
Главни град покрајине Трансвал је била Преторија.